# Wrzenie świata
Wrzenie świata – książka autorstwa Ryszarda Kapuścińskiego, składająca się z wcześniej wydanych pod różnymi tytułami publikacji, m.in.: reportaży oraz wierszy. Jest podzielona na cztery tomy, w których zamieszczone są poniższe utwory:
Tom I:
Kirgiz schodzi z konia
Chrystus z karabinem na ramieniu
Tom II:
Wojna futbolowa
Jeszcze dzień życia
Tom III:
Cesarz
Szachinszach
Tom IV:
Busz po polsku
Notes
Pierwsze wydanie (30 000 egzemplarzy) ukazało się w roku 1988 nakładem wydawnictwa „Czytelnik”. Dwa lata później dokonano reedycji dzieła (50 000 egzemplarzy).